# Kjøbenhavns Brandforsikring
Kjøbenhavns Brandforsikring var det første danske forsikringsselskab. Det blev stiftet 26. januar 1731, tre år efter Københavns brand i 1728. Før denne voldsomme begivenhed, der ødelagde omkring 28% af byens bygninger, kendte man ikke til forsikring mod brand eller andre skader, men efter branden så en række af byens borgere behovet for at forsikre sig. Tryghedsgruppen, der i dag bl.a. står bag TrygFonden, etablerede Kjøbenhavns Brandforsikring.
Den første brandforsikring blev tegnet 21. december 1731 af gehejmeråd Otto Blome for sin gård på Amagertorv 4.
Frits Pedersen var Kjøbenhavns Brandforsikrings sidste administrerende direktør.
Kjøbenhavns Brandforsikring fusionerede i 1976 med Danmark/Tryg/Fremtiden G/S, og skiftede navn til Tryg Forsikring (i dag en del af forsikringskoncernen Tryg A/S).
Kjøbenhavns Brandforsikring er dermed en af forgængerne for nutidens Tryg.